# 戰國魔神豪將軍
《戰國魔神豪將軍》，又譯《戰國魔神鋼將軍》，是於東京電視台聯播網自1981年7月3日至12月28日播出，全26集的機器人動畫。台灣播映時譯名為《宇宙王》，由華視於1986年7月4日～1987年1月16日，逢每週五下午五點播出。
1985年，美國Saban公司将《战国魔神》与另一部类似题材的日本动画《亚空大作战》（由國際映畫社製作）整合並重新配音配乐，更名为《麦克伦一号》（Macron-1，又译《星球大战》）後播出。1988年在中国大陆播出的即為此美国版本。

## 登場人物

### 古特桑德グッドサンダー方
因祕密結社毒牙於奪取瞬間移動裝置及能源比姆勒而開始四處躲避並反抗打擊它們的軍隊與基地
- 真田健太：松岡洋子

真田博士的10歲兒子。富大膽的行動力與正義感，開朗天真，故事中後期他擁有與機器溝通的能力，相信每個機器都有自我意志且世界上沒有壞機器。當進到比姆勒第三階段時開始能聽聞到藏在各元素的聲音並與之對話。在父電腦中學習各式各樣的知識，最終第4階段時與比姆勒合為一體成為了大地之魂。
- 北真吾：鈴置洋孝

小隊長，戰機KING ARROW(國王神箭)的駕駛，豪將軍的主駕駛。個性認真，從小就是孤兒，在聯合國情報訓練學校長大，專長破壞工作。因妻子莉莉在婚禮上被毒牙的恐怖攻擊殺死欲復仇而被招募入隊。喜愛武器為散彈槍。
- 奇里・蓋格雷：田中秀幸

戰機JACK KNIGHT(傑克騎士)的駕駛。性格輕挑，小時候為孤兒，儘管被收養仍作為地痞流氓幹盡尋釁滋事偷拐搶騙之事，被稱"勃朗市之狼"的地方惡徒，被捕後判處200年刑期，越獄後被招募入隊。一直在撰寫與稱號同名的自傳，始終沒什麼進度。喜愛武器是摺疊刀。
- 蕾蜜‧島田：小山茉美、高田由美（少女時期）

隊上的紅一點。戰機QUEEN ROSE(皇后玫瑰)的駕駛，在三台戰機合體為トライスリー(鐵三角)後的主駕駛。母親為妓女，在她小時候就已死去，但其個性仍非常堅強，對上一群男孩也能佔上風。職業為間諜，在一次任務中因愛人法蘭西斯中槍墬落而失敗被抓，欲自殺時被招募。性格開朗和善，期望戀情但都是爛桃花運也不擅料理。訣別的口頭禪為See You Again!。愛用武器為44麥格農左輪。
- OVA（歐巴）：間嶋里美

橘色的履帶機器人，負責做為健太的保姆照顧他的生活，為保護他的安危會一同行動對抗毒牙。不喜歡被叫阿姨(歐巴桑)，希望自己能成為健太的母親存在。
- 薩巴拉斯：小林修

グッドサンダー的領導，為真田博士的摯友，也參與了比姆勒開發，早被博士交付了身後一切並招募了真吾等三人。總是把任務與保護グッドサンダー放在首位，因此被認為非常冷靜。真實身分為聶歐尼祿斯皇帝創造的人類，在覺醒後深痛惡絕脫離並決定對抗毒牙。
- 真田博士：寺島幹夫

在通古斯大爆炸事件發現比姆勒後，他開發出瞬間移動裝置並秘密建造了グッドサンダー和豪將軍，為未來做準備。在發表演說後就被毒牙派人綁架欲奪取瞬間移動裝置，不從下選擇了自盡銷毀資料。
- 父電腦：藤本讓

グッドサンダー的主電腦，負責一切系統與操作，並且會自行研究比姆勒，情急時也能控制豪將軍。其性格與真田博士一樣。

### 祕密結社毒牙
不斷在世界各地造成災難來影響其組織利益。每當在作戰失敗後，負責的幹部就要自行彌補其組織的損失
- 李奧納多・梅迪奇・芬德爾情報局長：鹽澤兼人

負責情報收集。自稱梅地奇家族後裔的貴族的美男子，每次出場總會大聲撥放著古典樂。有著非常執著的美學價值觀及自戀，追求絕對與永遠的美，因此手上總離不開玫瑰或紅酒，也毫不介意的追求蕾蜜。具有就算失敗也不氣餒的個性。但只要他判斷為醜陋的東西就會非常的厭惡直到把它剷除。似乎熱衷於日式文化但品味很怪異。喜歡的武器為日本刀。
- 亞塔・拉・凱那格司令官：鄉里大輔

負責戰鬥指揮的一位粗暴高大男子，但並不聰明總靠蠻力的戰術。曾靠其拳頭曾拿過世界拳王但已退役，已婚，其妻子洋子是世界著名企業集團白木康寧的負責人也是位大美女，藉著妻子的資本擁有許多世界級產業，自己也發展了不少事業。每當失敗或不開心就會拿機器人克魯納痛扁洩氣。
- 史庫尼・卡特納将軍：木原正二郎

負責戰場前線的獨眼男子，右肩上總站著烏鴉。總是與凱那格爭吵。父親為美國總統，被暗殺時他也因攻擊瞎了右眼，其漂亮母親後來也跟著別人跑了拋棄他一人，但他仍攜帶著有母親照片的項鍊，因這些事件造成心理創傷，開始服用自製的鎮定劑，每當任務失敗或心情不順也會大量吞食。本職為醫生，但名下不只有醫藥業還有許多娛樂產業。
- 新尼祿斯皇帝：藤本讓

自古以來暗中統治地球了1萬年的毒牙幕後黑手。欲奪取比姆勒或是失敗就要把地球毀滅。其真身為外太空來的邪惡意識。
- 傑尼加斯基・基塔博士：寺島幹夫

毒牙的開發主任，與真田博士同大學，但不甘屈於第2而視真田為對手，不斷的針對豪將軍開發出反制機器。因不曾露面非常想要上鏡。
- 母電腦：間嶋里美

毒牙側的主電腦，負責分析與情報等一切，如同父電腦一樣存在。
- 克魯納

凱那格攜帶的機器人。原本是給幼兒施暴的機器人，身軀堅固。沒有戰鬥能力和發聲功能。最後被ゴーフラッシャー的光線照到後離開了凱那格並告知了毒牙本部位置。

### 其他
- 法蘭西斯・路格蘭：池田秀一

蕾蜜的男友，是名畫家。在中槍下落不明後，於巴黎再度與蕾蜜重逢。因長期被毒牙高價收購作品被金錢沖昏了腦，欲出賣古德桑德的資料換取金錢。
- 施密特・漢肯：伊武雅刀

通稱為"藍鯊"的職業破壞家，真吾的前同事，也是爭奪莉莉芳心的勁敵。受雇暗殺真吾。
- 莉莉・蓮

真吾的妻子，在結婚當天被毒牙旗下的新尼祿斯組織的恐攻所殺。其實她有一女兒正被施密特給收養。
- 桑多斯：堀勝之祐

反毒牙勢力國家菲爾柯納的總統，擁有強大的軍事力，破壞了無數毒牙的基地。實際目的為征服世界，因此要將雙方都消滅。其衛星軌道上的太陽光光束武器十分強大，讓合力作戰的毒牙全軍與豪將軍雙方陷入苦戰。
- 伊莎貝兒・克朗凱：松尾佳子

18歲的女記者，為知名媒體的獨生女。因父親早已追查毒牙多年，後與母親被暗殺，她開始追查雙方的存在並公諸於世。最後成為反毒牙勢力的領袖。

## 工作人員
- 企画：佐藤允彦
- 製作人：相原義彰、加藤博
- 原作・構成：首藤剛志
- 音樂：赤野立夫
- 音響監督：松浦典良
- 美術設定：勝又激
- 設定助手：市原勝義
- 人物設定：スタジオZ5（本橋秀之、平山智）
- 機械設定：佐藤元、亀垣一
- 色彩設定：永江由利
- 錄音：高橋弘幸
- 効果：伊藤道広
- 標準字設計：安倉光弘
- 制作担当：庄司清
- 音樂協力：吉澤浩美、行貝竜一
- 編劇：首藤剛志、渡辺自由、山崎昌二（武上純希）、湯山邦彦、木下薫、富田祐弘
- 分鏡：日高麗、西村純二、湯山邦彦、落合正宗、網野哲郎、葛岡博、大庭寿太郎
- 演出：湯山邦彦、西村純二、大庭寿太郎、乾国義、長尾粛
- 作畫監督：田中保、上條修、神宮慧、松岡秀明、落合正宗
- 作畫（原畫）：笠原慎介、影山楙倫（杜野幼青）、豬又むつみ（いのまたむつみ）、増井泉、大島利恵、橋本利彦、丹澤学、富田悦子、工藤利喜、村上暢康、鶴山修、飯牟礼詳子、松岡秀明、新谷憲、堀隆、南全子、小原髪子、小野浩一郎、大渡力、片瀬恵美子、安東信悦、増尾昭一、秋津博、桜井邦彦、柳田勤、落合正宗
- 上色：マキプロダクション（マキ・プロ）、ぱすかる
- 背景：スタジオコスモス、にしこプロ、みにあ～と
- 製作管理：佐藤訓史、古林明子
- 製作進行：石川加寿美、木村健吾、松田喜明、本橋文雄、須貝尚、杉浦尚、馬場秀雄
- 攝影：森口洋輔、白井敏雄、前島健一、木元雅信、上杉隆一、佐藤均、福田岳志
- 剪輯：辺見俊夫、山崎昌三
- 沖印：東映化学
- 製作：読売広告社、葦プロダクション（現名：プロダクション リード）

### 中國播映版配音工作人員
- 翻译：程多生（第一集〜第六集）、江河（第七集〜第十三集）、张丹（第十四集）、赖秋云（第十五集〜第十七集）、匡晓临（第十八集〜第二十集）、周铁东（第二十一集〜第二十二集）、闵平剑（第二十一集）、刘海英（第二十二集）、周柯梅（第二十三集〜第二十四集）、李洁修（第二十五集〜第二十六集）
- 导演：张筠英
- 录音：梁竞光
- 配音演员：王丽华、张涵予、王奕、瞿弦和、孙悦斌、程寅、曲径
- 监制：陈虎、刘之毅
- 北京电视台 译制

## 各集一覽
| 集數 | 標題                       | 編劇              | 分鏡           | 演出       | 作畫監督 | 首播日         |
| ---- | -------------------------- | ----------------- | -------------- | ---------- | -------- | -------------- |
| 1    | ゴーショーグン発進せよ     | 首藤剛志          | 日高麗         | 湯山邦彦   | 田中保   | 1981年7月3日   |
| 2    | 激闘トライスリー           | 首藤剛志          | 西村純二       | 西村純二   | 上条修   | 1981年7月10日  |
| 3    | リトルファイターGO         | 渡邊由自          | ゆやまくにひこ | 大庭壽太郎 | 神宮慧   | 1981年7月17日  |
| 4    | 危険ないたずら             | 渡邊由自          | 落合正宗       | 乾國義     |          | 1981年7月25日  |
| 5    | 地獄のファンタジーランド   | 首藤剛志          | 網野哲郎       | 大庭壽太郎 | 田中保   | 1981年8月1日   |
| 6    | 光る眼の悪魔               | 山崎昌三          | 落合正宗       | 湯山邦彦   | 神宮慧   | 1981年8月7日   |
| 7    | 隠し砦の仲間達             | 湯山邦彦          | 西村純二       | 西村純二   | 上条修   | 1981年8月14日  |
| 8    | ゴーショーグン帰還せず     | 山崎昌三          | 日高麗         | 大庭壽太郎 | 松岡秀明 | 1981年8月21日  |
| 9    | ダイヤモンドは燃えつきて   | 渡邊由自          | 落合正宗       | 西村純二   | 田中保   | 1981年8月28日  |
| 10   | 恐るべしビムラーの謎       | 首藤剛志          | 日高麗         | 湯山邦彦   | 神宮慧   | 1981年9月4日   |
| 11   | 花束を君に                 | 首藤剛志 渡邊由自 | 西村純二       | 西村純二   | 上条修   | 1981年9月11日  |
| 12   | 別れのモンマルトル         | 首藤剛志 木下薰   | 落合正宗       | 大庭壽太郎 | 田中保   | 1981年9月18日  |
| 13   | 暗黒街の激闘               | 渡邊由自          | 日高麗         | 湯山邦彦   | 神宮慧   | 1981年9月25日  |
| 14   | ひとりぼっちのOVA          | 渡邊由自          | 日高麗         | 西村純二   | 神宮慧   | 1981年10月5日  |
| 15   | 熱砂の女王                 | 富田祐弘          | 葛岡博         | 長尾肅     | 松岡秀明 | 1981年10月12日 |
| 16   | さらば青春の日々           | 首藤剛志          | 湯山邦彦       | 湯山邦彦   | 田中保   | 1981年10月19日 |
| 17   | グッドサンダー危機一発     | 首藤剛志 山崎昌三 | 西村純二       | 西村純二   | 上条修   | 1981年10月26日 |
| 18   | ケン太ゴーショーグンに乗る | 渡邊由自          | 落合正宗       | 大庭壽太郎 | 落合正宗 | 1981年11月2日  |
| 19   | 叩け! ロンドン秘密基地     | 富田祐弘          | 落合正宗       | 長尾肅     | 落合正宗 | 1981年11月9日  |
| 20   | 宇宙中継これがドクーガだ   | 首藤剛志          | 湯山邦彦       | 湯山邦彦   | 松岡秀明 | 1981年11月16日 |
| 21   | 皇帝の陰謀                 | 渡邊由自          | 大庭壽太郎     | 大庭壽太郎 | 神宮慧   | 1981年11月23日 |
| 22   | 浮上、地底からの謎         | 首藤剛志          | 落合正宗       | 湯山邦彦   | 田中保   | 1981年11月30日 |
| 23   | 暴走グッドサンダー         | 首藤剛志          | 西村純二       | 西村純二   | 上条修   | 1981年12月7日  |
| 24   | 海の敵を叩け               | 首藤剛志          | 大庭壽太郎     | 大庭壽太郎 | 松岡秀明 | 1981年12月14日 |
| 25   | 決戦秒読み開始             | 首藤剛志          | 落合正宗       | 長尾肅     | 田中保   | 1981年12月21日 |
| 26   | 果てしなき旅立ち           | 首藤剛志          | 湯山邦彦       | 湯山邦彦   | 田中保   | 1981年12月28日 |

## 電影版
- （劇場版）（1982年4月24日上映：以TV版第17與20集為中心製作的番外篇）
同時上映作品為《浮浪雲》。
- （1985年4月27日上映）

這是以蕾蜜為中心的電視動畫的後續故事。故事發生在與毒牙的戰鬥結束40年之後，蕾蜜患上了重病。他急於與真吾和基利重逢，趕往博物館途中卻遭遇了事故，陷入危急之中。本來已經身患重病的萊米，再遭受重傷後，醫生宣布他的存活率不到1%，並且幾乎沒有醫療團隊前來救治他，但在醫師會長卡特納和其他曾經的毒牙三幹部的幫助下，情況得以避免。蕾蜜躺在病床上，身邊是關心他的昔日夥伴們，在精神世界的奇妙城市中，他與夥伴們一起對抗自己無法逃避的命運。
這部劇場版不涉及主角真田健太或主要機器人豪將軍，他們僅以博物館中的模型形式出現。整體劇情非常嚴肅，其實是以蕾蜜為主角的衍生作品。

## 主題曲
- 日本
  - 片頭：《ゴーショーグン発進せよ》（作詞：荒木豐久，作曲、編曲：赤野立夫，主唱：藤井健）
  - 片尾：《21Century～銀河を越えて～》（作詞：荒木豐久，作曲、編曲：赤野立夫，主唱：藤井健）
- 台灣
  - 台灣版：《宇宙王》

## 關連項目
- 獸裝機攻

1. ↑  .   [2019-06-17]. （原始内容存档于2020-03-03）.